# Christophe Cheron
Christophe Cheron est ingénieur de l'école centrale de Lyon et architecte DPLG. 
En 2003, Christophe Cheron fonde l'agence Architecture et Ouvrages d'Art avec Charles Lavigne et Thomas Lavigne. L'agence, située à Vanves près de Paris, est spécialisée dans les ouvrages d'art, Christophe Chéron indique:
« Notre travail se situe à la frontière entre l’ingénieur et l’architecte. Les ouvrages d’art sont des objets éminemment techniques qui nécessitent une très grande connaissance de la matière et des efforts. La conception d’ensemble consiste à définir des caractéristiques générales aux ouvrages – les dimensions, les matériaux, les couleurs ».
Le site internet de l'agence est www.lavignecheron.com/

## Ouvrages en France
- Le pont des Docks au Havre en 2005
- Le viaduc de la Maine de 2006 à 2008
- Le viaduc de Rieucros en 2008
- Les viaducs de la section A et C de la LGV Rhin Rhône en 2010
- La Route des Tamarins à la Réunion (nombreux ouvrages sur la section RD10- Etang Salé)
- Les ouvrages d'art de la Voie des Mercureaux à Besançon (inaugurée en 2011)
- Le projet de mise en valeur de la route des Grands Goulets, dans le Vercors
- Le nouveau pont sur la Vienne à Limoges
- Le nouveau pont de Gignac dans l'Hérault
- Le pont d'Altiani en Corse
- Les ouvrages d'art de l'autoroute concédée A41 dans les Alpes
- Le pont Jacques-Chaban-Delmas à Bordeaux (Pont Jacques-Chaban-Delmas)
- Le projet de nouvelle route du littoral à la Réunion, 12 km de route maritime
- le ponte da Leiziria, ouvrage de 12 km sur le Tage à Lisbonne
- La réhabilitation du pont de Recouvrance à Brest
- Le projet de métro aérien ligne B à Rennes
- La passerelle Nelson-Mandela à Lyon
- Le Canal Seine Nord Europe, secteur 1
- Le viaduc de Fond Lahaye, en Martinique
- Le pont tournant du Franc-Moisin à Saint-Denis (Seine-Saint-Denis)

## Ouvrages à l'étranger
- Le projet de liaison Qatar-Bahrain, liaison maritime de 40 km.
- Le pont de Leiziria, au Portugal (https://structurae.net/fr/ouvrages/ponte-da-leziria)
- Le tunnel Zaouiat ait Mella au Maroc
- Le "dream brige" du contournement maritime de Port-Louis, Ile Maurice
- Le pont sur le Wouri, au Cameroun
- Le pont de Kazungula, en Zambie (Pont de Kazungula)
- De nombreux ouvrages d'art de la ligne HS2 (High Speed 2), ligne à grande vitesse anglaise entre Londres et Birmingham